# Сремська жупанія

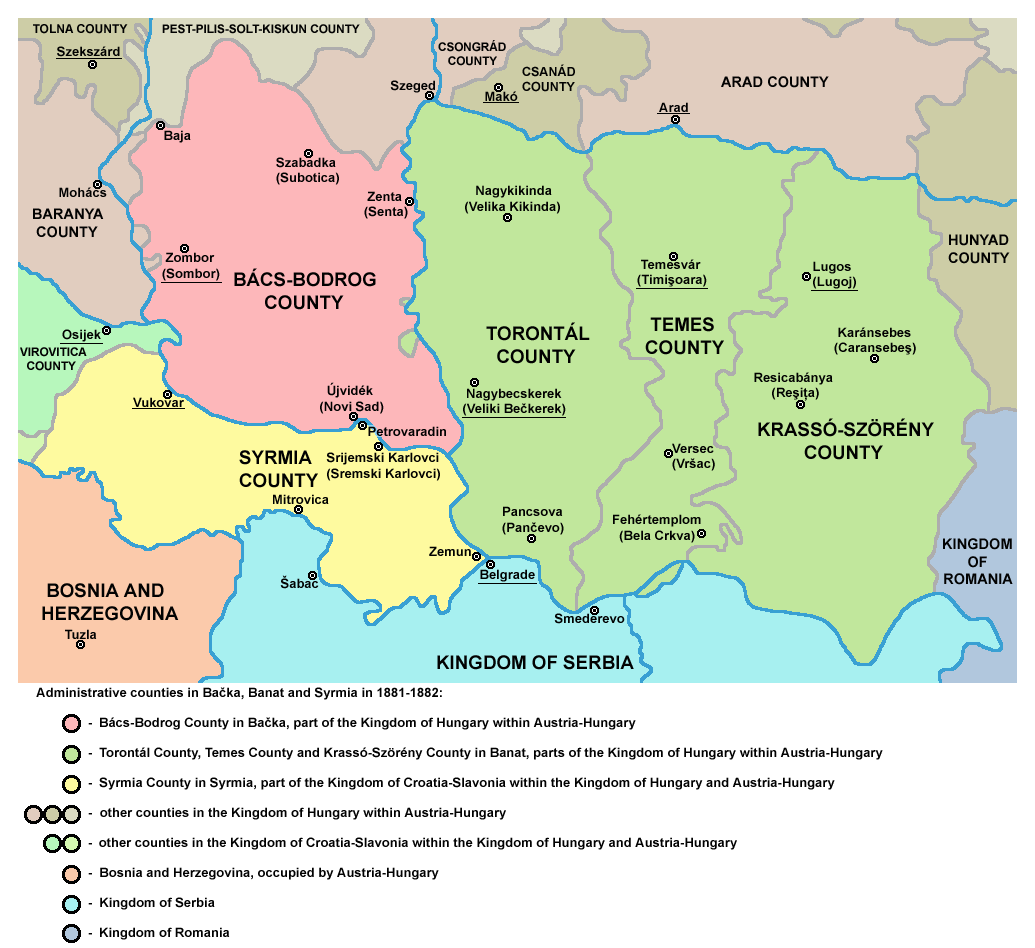
Сремська жупанія та прилегла місцевість (1881—1882)

Сремська жупанія (хорв. Srijemska županija, угор. Szerém vármegye, серб. кир.: Сремска жупаниjа) — адміністративно-територіальна одиниця (жупанія) Королівства Хорватія і Славонія, що входило до угорської частини дуалістичної Австро-Угорщини. Охоплювала історичну область Срем. Простягалась уздовж правого (південного) берега Дунаю і лівого (північного) берега Сави аж до їхнього злиття. Її адміністративним центром був Вуковар.

## Передісторія
До XIII століття в цій області було утворено дві жупанії (комітати): Сремська (на сході) і Вуковарська (на заході). Сремська жупанія (комітат) була в середні віки адміністративною одиницею Угорського королівства. 1521 року цю територію захопила Османська імперія, розформувавши обидві жупанії. 1544 року ці землі включили в османський Сремський санджак. 1688 року Габсбурзька монархія відвоювала в Османської імперії одну частину Срему, відібравши в 1718 році іншу. Всю область було включено до складу Військової границі, яка тоді розширилася від Західної Славонії, де її було встановлено 1683 року, аж до Трансільванії.

## Історія
Сремську жупанію було відновлено 1745 року у складі Славонського королівства, яке входило і в габсбурзьке Королівство Хорватія, і в габсбурзьке Угорське королівство. Королівство Славонія населяли переважно серби й хорвати.
У 1848 і 1849 роках територія жупанії входила до складу Сербського воєводства — сербської автономної області, проголошеної на травневій скупщині у Карловцях. У 1849—1860 роках ця місцевість належала до австрійської коронної землі Сербське воєводство і Тімішоарський Банат.
Після 1860 року Сремську жупанію було знову відновлено та включено до Королівства Славонія, яке на той час було відокремленою провінцією Габсбургів. У 1867 році внаслідок порозуміння між австрійцями та угорцями Королівство Славонія ввійшло в Транслейтанію (ту половину Австро-Угорщини, якою керували з Будапешта), а за угорсько-хорватською угодою 1868 року його включили в Королівство Хорватії і Славонії — формально окреме королівство у складі Угорського королівства, яке мало певний рівень автономії та власного керівника — бана.
Після Першої світової війни територія Сремської жупанії у 1918 році ввійшла до складу новоутвореного Королівства сербів, хорватів і словенців, що було підтверджено Сен-Жерменським договором у вересні 1919 року. З 1918 по 1922 рік Сремська жупанія була офіційною адміністративно-територіальною одиницею Королівства сербів, хорватів і словенців, перетворившись потім на однойменну область (де-факто створену 1924 року).

## Населення
1900 року жупанія налічувала 381 739 жителів, які поділялися на такі мовні спільноти:
- сербська: 168 982 (44,3 %)
- хорватська: 100 360 (26,3 %)
- німецька: 67 027 (17,6 %)
- угорська: 23 539 (6,2 %)
- словацька: 11 415 (3,0 %)
- руська: 4 345 (1,1 %)
- румунська: 601 (0,2 %)
- інші чи невідомі: 5 470 (1,4 %)

Згідно з переписом населення 1900 р., жупанія включала такі релігійні громади:
- православні: 172 818 (45,3 %)
- римокатолики: 171 142 (44,8 %)
- лютерани: 22 473 (5,9 %)
- кальвіністи: 5 750 (1,5 %)
- грекокатолики: 4 681 (1,2 %)
- юдеї: 3 894 (1,0 %)
- унітаріани: 2 (0,0 %)
- інше чи невідомі: 979 (0,3 %)

1910 року жупанія налічувала 414 234 жителі, які поділялися на такі мовні спільноти:
- сербська: 183 109 (44,2 %)
- хорватська: 106 198 (25,6 %)
- німецька: 68 086 (16,4 %)
- угорська: 29 522 (7,1 %)
- словацька: 13 841 (3,3 %)
- руська: 4 642 (1,1 %)
- румунська: 587 (0,1 %)
- інші чи невідомі: 8 249 (2,0 %)

Згідно з переписом населення 1910 р., жупанія включала такі релігійні громади:
- православні: 189 007 (45,6 %)
- римокатолики: 182 140 (44,0 %)
- лютерани: 25 927 (6,3 %)
- кальвіністи: 7 512 (1,8 %)
- грекокатолики: 5 722 (1,4 %)
- юдеї: 3 779 (0,9 %)
- унітаріани: 7 (0,0 %)
- інше чи невідомі: 140 (0,0 %)

## Адміністративний поділ

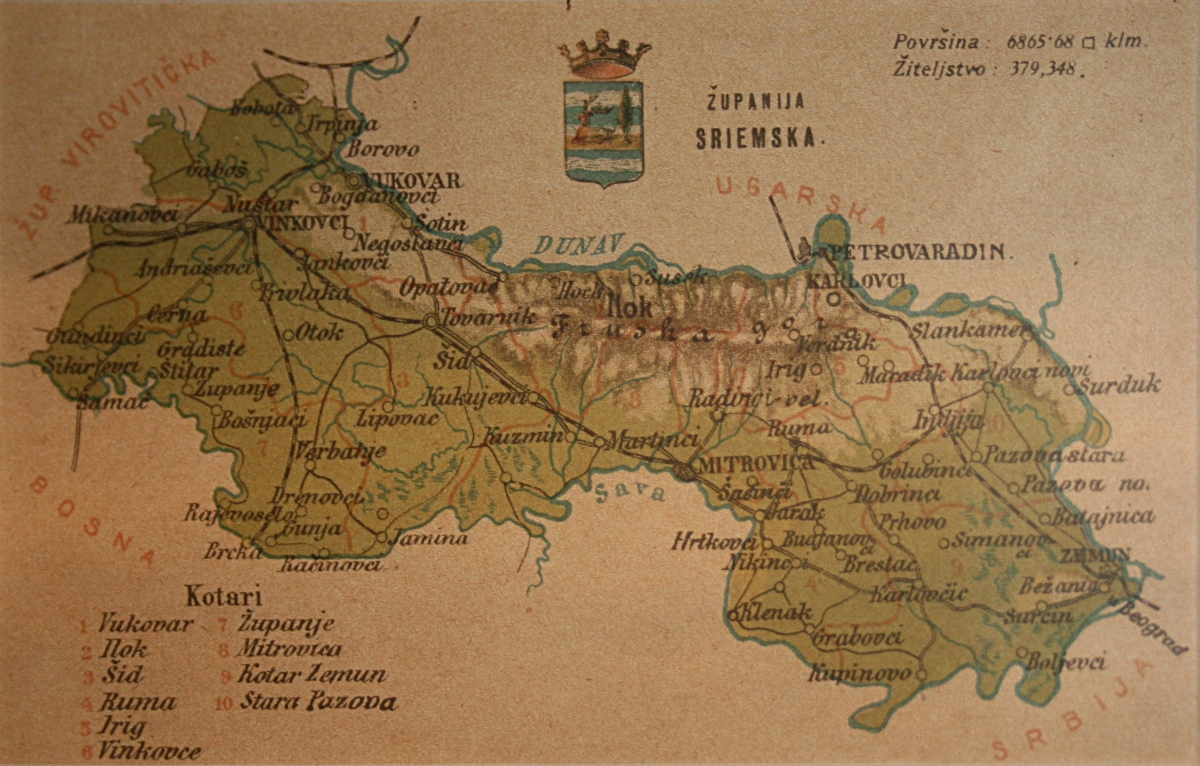
Давня докладна карта Сремської жупанії

Жупанія на початку ХХ ст. мала такий адміністративно-територіальний поділ: 
| Дистрикти          | Дистрикти    |
| Район              | Столиця      |
| ------------------ | ------------ |
| Irig               | Іриг         |
| Mitrovica          | Митровиця    |
| Ruma               | Рума         |
| Stara Pazova       | Стара Пазова |
| Šid                | Шид          |
| Ilok               | Ілок         |
| Vinkovci           | Вінковці     |
| Vukovar            | Вуковар      |
| Zemun              | Земун        |
| Županja            | Жупаня       |
| Муніципальні міста |              |
| Земун              |              |
| Міські округи      |              |
| Сремські Карловці  |              |
| Петроварадин       |              |
| Митровиця          |              |